# Pallavolo ai XXXI Giochi del Sud-est asiatico - Torneo maschile
Il torneo maschile di pallavolo ai XXXI Giochi del Sud-est asiatico si è svolto dal 13 al 22 maggio 2022 a Quang Ninh, in Vietnam, durante i XXXI Giochi del Sud-est asiatico: al torneo hanno partecipato sette squadre nazionali del Sud-est asiatico e la vittoria finale è andata per l'undicesima volta, la seconda consecutiva, alla Indonesia.

## Impianti
|                                                                    |  |  |
|                                                                    |  |  |
| Dai Yen Arena Città: Quang Ninh Capienza: 5 000 Anno d'apertura: - |  |  |

## Regolamento

### Formula
La formula ha previsto:
- Fase a gironi, disputata con girone all'italiana: le prime due classificate di ogni girone hanno acceduto alla fase finale per il primo posto, mentre le ultime due classificate del girone A e l'ultima classificata del girone B hanno acceduto alla fase finale per il quinto posto.
- Fase finale per il primo posto, disputata con semifinali, finale per il terzo posto e finale, giocate con gara unica.
- Fase finale per il quinto posto, disputata con semifinale (a cui ha partecipato l'ultima classificata di ogni girone) e finale per il quinto posto (a cui è già qualificata la terza classificata del girone A), giocate con gara unica.

### Criteri di classifica
Se il risultato finale è stato di 3-0 o 3-1 sono stati assegnati 3 punti alla squadra vincente e 0 a quella sconfitta, se il risultato finale è stato di 3-2 sono stati assegnati 2 punti alla squadra vincente e 1 a quella sconfitta.
L'ordine del posizionamento in classifica è stato definito in base a:
- Punti;
- Ratio dei set vinti/persi;
- Ratio dei punti realizzati/subiti.

## Squadre partecipanti
| Squadra    | Qualificazione      | Ultima partecipazione |
| ---------- | ------------------- | --------------------- |
| Birmania   | Wild card           | Pasig 2019            |
| Cambogia   | Wild card           | Pasig 2019            |
| Filippine  | Wild card           | Pasig 2019            |
| Indonesia  | Wild card           | Pasig 2019            |
| Malaysia   | Wild card           | Kuala Lumpur 2017     |
| Thailandia | Wild card           | Pasig 2019            |
| Vietnam    | Paese organizzatore | Pasig 2019            |

## Torneo

### Fase a gironi
| Girone A  | Girone B   |
| --------- | ---------- |
| Birmania  | Cambogia   |
| Indonesia | Filippine  |
| Malaysia  | Thailandia |
| Vietnam   | -          |

#### Girone A

##### Risultati
| 13 maggio 2022 Dai Yen Arena, Quang Ninh Durata: ? - Spettatori: ? | Indonesia | 3 - 0 | Birmania  | 25-22, 25-17, 25-19        |
| 14 maggio 2022 Dai Yen Arena, Quang Ninh Durata: ? - Spettatori: ? | Vietnam   | 3 - 0 | Malaysia  | 25-16, 25-14, 25-21        |
| 15 maggio 2022 Dai Yen Arena, Quang Ninh Durata: ? - Spettatori: ? | Birmania  | 3 - 0 | Malaysia  | 25-13, 25-19, 25-22        |
| 15 maggio 2022 Dai Yen Arena, Quang Ninh Durata: ? - Spettatori: ? | Indonesia | 3 - 1 | Vietnam   | 21-25, 25-15, 25-21, 25-14 |
| 17 maggio 2022 Dai Yen Arena, Quang Ninh Durata: ? - Spettatori: ? | Malaysia  | 0 - 3 | Indonesia | 12-25, 11-25, 13-25        |
| 18 maggio 2022 Dai Yen Arena, Quang Ninh Durata: ? - Spettatori: ? | Vietnam   | 3 - 0 | Birmania  | 25-22, 25-22, 25-21        |

##### Classifica
| Pos. | Squadra   | Pt | G | V | P | SV | SP | Ratio | PF  | PS  | Ratio |
| ---- | --------- | -- | - | - | - | -- | -- | ----- | --- | --- | ----- |
| 1.   | Indonesia | 9  | 3 | 3 | 0 | 9  | 1  | 9,000 | 246 | 169 | 1,455 |
| 2.   | Vietnam   | 6  | 3 | 2 | 1 | 7  | 3  | 2,333 | 225 | 212 | 1,061 |
| 3.   | Birmania  | 3  | 3 | 1 | 2 | 3  | 6  | 0,500 | 198 | 204 | 0,970 |
| 4.   | Malaysia  | 0  | 3 | 0 | 3 | 0  | 9  | 0,000 | 141 | 225 | 0,626 |

      Qualificata alla fase finale per il primo posto.
      Qualificata alla finale per il quinto posto.
      Qualificata alla semifinale per il quinto posto.

#### Girone B

##### Risultati
| 14 maggio 2022 Dai Yen Arena, Quang Ninh Durata: ? - Spettatori: ? | Filippine  | 1 - 3 | Cambogia   | 21-25, 26-24, 28-30, 27-29        |
| 16 maggio 2022 Dai Yen Arena, Quang Ninh Durata: ? - Spettatori: ? | Thailandia | 3 - 0 | Filippine  | 25-20, 29-27, 25-22               |
| 18 maggio 2022 Dai Yen Arena, Quang Ninh Durata: ? - Spettatori: ? | Cambogia   | 2 - 3 | Thailandia | 25-22, 25-20, 22-25, 20-25, 11-15 |

##### Classifica
| Pos. | Squadra    | Pt | G | V | P | SV | SP | Ratio | PF  | PS  | Ratio |
| ---- | ---------- | -- | - | - | - | -- | -- | ----- | --- | --- | ----- |
| 1.   | Thailandia | 5  | 3 | 2 | 0 | 6  | 2  | 3,000 | 186 | 172 | 1,081 |
| 2.   | Cambogia   | 4  | 3 | 1 | 1 | 5  | 4  | 1,250 | 211 | 209 | 1,009 |
| 3.   | Filippine  | 0  | 3 | 0 | 2 | 1  | 6  | 0,166 | 171 | 187 | 0,914 |

      Qualificata alla fase finale per il primo posto.
      Qualificata alla semifinale per il quinto posto.

### Fase finale

#### Finali 1º e 3º posto
|  | Semifinali | Semifinali | Semifinali |                 |    | Finale    | Finale     | Finale |
|  |            |            |            |                 |    |           |            |        |
|  | A1         | Indonesia  | 3          |                 |    |           |            |        |
|  | A1         | Indonesia  | 3          |                 |    |           |            |        |
|  | B2         | Cambogia   | 1          |                 |    |           |            |        |
|  | B2         | Cambogia   | 1          |                 | A1 | Indonesia | 3          |        |
|  |            |            |            |                 | A1 | Indonesia | 3          |        |
|  |            |            |            |                 |    | A2        | Vietnam    | 0      |
|  | B1         | Thailandia | 2          |                 |    | A2        | Vietnam    | 0      |
|  | B1         | Thailandia | 2          |                 |    |           |            |        |
|  | A2         | Vietnam    | 3          |                 |    |           |            |        |
|  | A2         | Vietnam    | 3          | Finale 3° posto |    |           |            |        |
|  |            |            |            |                 |    |           |            |        |
|  |            |            |            |                 |    | B2        | Cambogia   | 3      |
|  |            |            |            |                 |    | B2        | Cambogia   | 3      |
|  |            |            |            |                 |    | B1        | Thailandia | 2      |

##### Semifinali
| 20 maggio 2022 Dai Yen Arena, Quang Ninh Durata: ? - Spettatori: ? | Indonesia  | 3 - 1 | Cambogia | 25-18, 25-15, 22-25, 25-16        |
| 20 maggio 2022 Dai Yen Arena, Quang Ninh Durata: ? - Spettatori: ? | Thailandia | 2 - 3 | Vietnam  | 25-17, 23-25, 17-25, 25-23, 13-15 |

##### Finale 3º posto
| 21 maggio 2022 Dai Yen Arena, Quang Ninh Durata: ? - Spettatori: ? | Cambogia | 3 - 2 | Thailandia | 25-23, 22-25, 25-22, 13-25, 15-13 |

##### Finale
| 22 maggio 2022 Dai Yen Arena, Quang Ninh Durata: ? - Spettatori: ? | Indonesia | 3 - 0 | Vietnam | 25-22, 25-18, 25-15 |

#### Finale 5º posto
|  | Semifinali | Semifinali | Semifinali |  |  | Finale 5º posto | Finale 5º posto | Finale 5º posto |
|  |            |            |            |  |  |                 |                 |                 |
|  |            |            |            |  |  | A3              | Birmania        | 2               |
|  |            |            |            |  |  | A3              | Birmania        | 2               |
|  | A4         | Malaysia   | 0          |  |  | B3              | Filippine       | 3               |
|  | A4         | Malaysia   | 0          |  |  | B3              | Filippine       | 3               |
|  | B3         | Filippine  | 3          |  |  |                 |                 |                 |
|  | B3         | Filippine  | 3          |  |  |                 |                 |                 |

##### Semifinale
| 19 maggio 2022 Dai Yen Arena, Quang Ninh Durata: ? - Spettatori: ? | Malaysia | 0 - 3 | Filippine | 12-25, 13-25, 12-25 |

##### Finale 5º posto
| 20 maggio 2022 Dai Yen Arena, Quang Ninh Durata: ? - Spettatori: ? | Birmania | 2 - 3 | Filippine | 24-26, 25-22, 22-25, 29-27, 14-16 |

## Classifica finale
| Pos | Squadra    | Rosa |
| --- | ---------- | --- |
|     | Indonesia  | Formazione: Tamamilang, Ardian, Malizi, Naufal, Putra, Saputra, Nurmulki, Irpan, Halim, Zulfikri, Julfikar, Rakha, Haryono, Zulfi, CT: -                                 |
|     | Vietnam    | Formazione: Trung Trực, Duy Phúc, Văn Đức, Trọng Nghĩa, Quốc Duy, Thanh Thuận, Xuân Thanh, Thái Hưng, Văn Sanh, Đình Nhu, Văn Nam, Ngọc Hoàng, Văn Tiên, Văn Hoàn, CT: - |
|     | Cambogia   | Formazione: Khim, Chheang, Pin, Heng, An, Kuon, Phol, Soun, Lang, Mourn, Veasna, Phol, Mon, Kong, CT: -                                                                  |
| 4.  | Thailandia | Formazione: Paketkaeo, Tongklang, Promchan, Konhan, Phonarin, Bhinijdee, Chantajorn, Sanhatham, Pakdeekaew, Maneewong, Phonpinyo, Nuwaddee, Khongrueng, Nilsawai, CT: -  |
| 5.  | Filippine  | Formazione: Bagunas, Bugaoan, Retamar, Sumanguid, Malabunga, Intal, Almendras, de Guzman, Umandal, Saura, Kalingking, Espejo, López, Marasigan, CT: -                    |
| 6.  | Birmania   | Formazione: Mg, M.H. Oo, M.M. Oo, Wai, Tun, Thu, Aung, Htun, Lin, Ko, Aung, Maung, CT: -                                                                                 |
| 7.  | Malaysia   | Formazione: Ramu, Kong, Siaw, Robert, Soo, Lau, Heng, Huan, Mohd, Mathivanan, Sieng, Wai, Siah, Jie, CT: -                                                               |